# Åtvidsnäs (naturreservat)
Åtvidsnäs är ett naturreservat i Åtvidabergs kommun i Östergötlands län.
Området är naturskyddat sedan 2017 och är 85 hektar stort. Reservatet ligger strax sydost om Åtvidaberg vid Fallsjön och Håcklasjön öster om gården Åtvidnäs. Reservatet består av betade hagmarker och lövträdslundar med gamla ekar.